# John Hamilton-Gordon, 1. markýz z Aberdeenu
John Campbell Hamilton-Gordon, 1. markýz z Aberdeenu (John Campbell Hamilton-Gordon, 1st Marquess of Aberdeen and Temair, 7th Earl of Aberdeen, 1st Earl of Haddo, 7th Viscount Formantine, 4th Viscount Gordon and Aberdeen, 7th Baron Gordon of Haddo, Methlick and Kellie) (3. srpna 1847, Edinburgh, Skotsko – 7. března 1934, Alastrean House, Skotsko) byl britský státník, vnuk premiéra 4. hraběte z Aberdeenu. Patřil k bohaté šlechtě ve Skotsku a více než padesát let byl významnou osobností Liberální strany ve Sněmovně lordů. Během své kariéry byl generálním guvernérem v Kanadě (1893–1898) a místokrálem v Irsku (1905–1915). V roce 1916 byl povýšen na markýze.

## Mládí

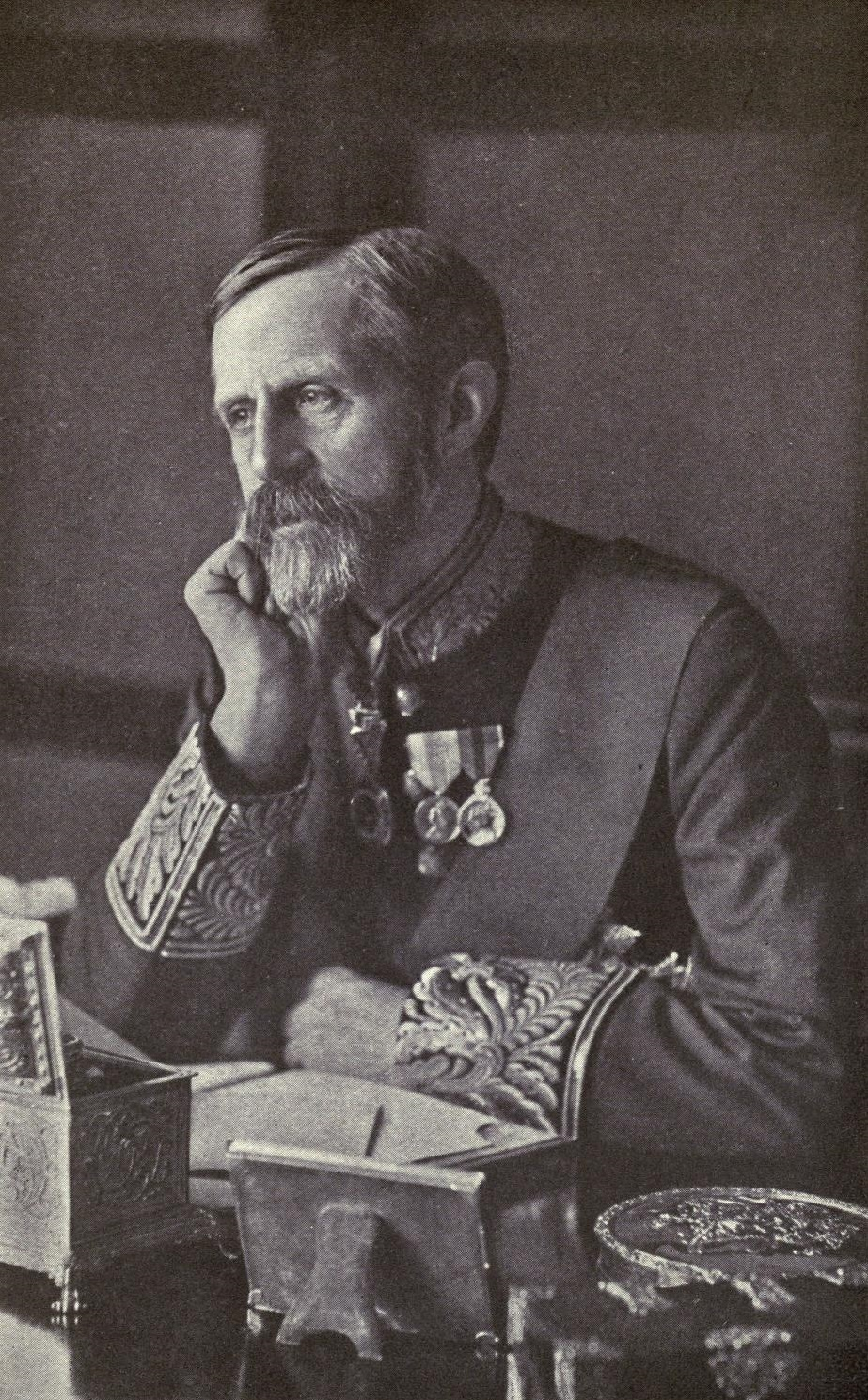
John Campbell Hamilton-Gordon, 7. hrabě z Aberdeenu (asi 1911)

Pocházel ze starobylého skotského rodu Gordon, který v linii hrabat z Aberdeenu užíval od roku 1818 příjmení Hamilton-Gordon. Narodil se v Edinburghu jako mladší syn 5. hraběte z Aberdeenu, ze skotské šlechty pocházela i matka Mary Baillie (1814–1900). Studoval v St Andrews a v Oxfordu, rodové tituly zdědil v roce 1870 po starším bratrovi Georgovi (1841–1870), který se bez vědomí rodiny plavil po moři a utopil se při ztroskotání lodi v Tichém oceánu. Ve Sněmovně lordů zasedal jako vikomt Gordon, protože vyšší titul hraběte z Aberdeenu platil pouze pro Skotsko. Brzy se zařadil mezi významné osobnosti Liberální strany a zastával řadu čestných funkcí ve Skotsku, mimo jiné byl lordem místodržitelem v Aberdeenu (1880–1934) a lordem komisařem církevního shromáždění ve Skotsku (Lord High Commissioner to the General Assembly to the Church of the Scotland, 1881–1884). V roce 1884 na svém sídle Haddo House ve Skotsku hostil Williama Gladstona, tuto událost zachycuje obraz Večeře v Haddo House od Alfreda Emslie (dnes v Národní galerii v Londýně). V Gladstonově vládě byl v roce 1886 krátce místokrálem v Irsku, od roku 1886 byl zároveň členem Tajné rady. Zastával také správní funkce v hrabství Middlesex, kde vlastnil sídlo Doris Hill House.

## Generální guvernér v Kanadě a místokrál v Irsku

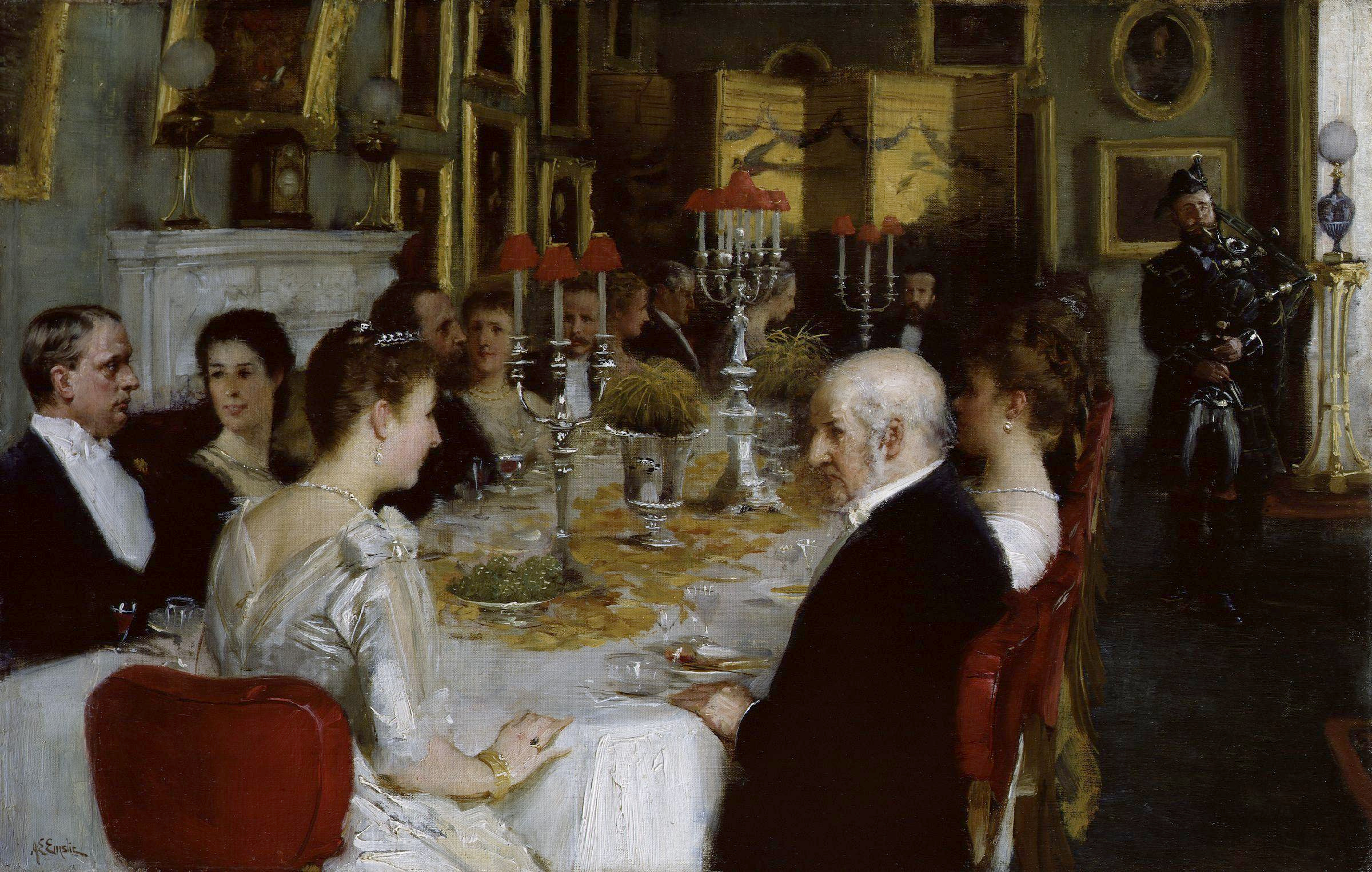
Večeře v Haddo House (Dinner at Haddo House), Alfred Emslie, 1884 (Národní galerie v Londýně), v popředí Isabel, hraběnka z Aberdeenu a William Gladstone

V letech 1893–1898 byl generálním guvernérem v Kanadě. V této funkci z pozice svých liberálních politických postojů prosazoval, aby jako generální guvernér nebyl „jen“ reprezentantem britského panovníka, ale obhájcem zájmů všech Kanaďanů. Po Kanadě hodně cestoval, angažoval se ve veřejném životě a podílel se na rozvoji země po všech stránkách. Koupil ranč u jezera Okanagan v Britské Kolumbii, kde začal pěstovat ovoce a nepřímo se podílel na osídlení této dosud neobydlené oblasti. Po návratu do Anglie setrval v liberální opozici, v letech 1901–1902 byl prezidentem zemědělské společnosti ve Skotsku. Po návratu liberálů k moci byl znovu jmenován místokrálem v Irsku (do funkce byl uveden v prosinci 1905, do Dublinu přijel v únoru 1906). S vědomím složité politické situace v Irsku se na rozdíl od svého působení v Kanadě snažil dodržovat pouze ceremoniální úlohu místokrále. Po odstoupení z funkce byl znovu krátce lordem komisařem církevního shromáždění ve Skotsku (1915), v roce 1916 byl povýšen na markýze z Aberdeenu a od té doby žil převážně v soukromí.
Za zásluhy získal Řád sv. Michala a sv. Jiří (1895), Bodlákový řád (1906) a Viktoriin řád (1911). Obdržel čestný doktorát na univerzitách v Oxfordu, Torontu, Ottawě a Aberdeenu, v letech 1913–1916 byl lordem rektorem univerzity v St Andrews. Mimo jiné se uplatnil jako spisovatel.
Zemřel ve Skotsku na zámku Alastrean House, který nechal postavit v roce 1905 pro svou manželku. Na základě předchozích dohod přešel po jeho smrti zámek do majetku rodiny MacRobert, která vlastnila sousední pozemky a patřila k přátelům markýze z Aberdeenu.

## Rodinné a majetkové poměry

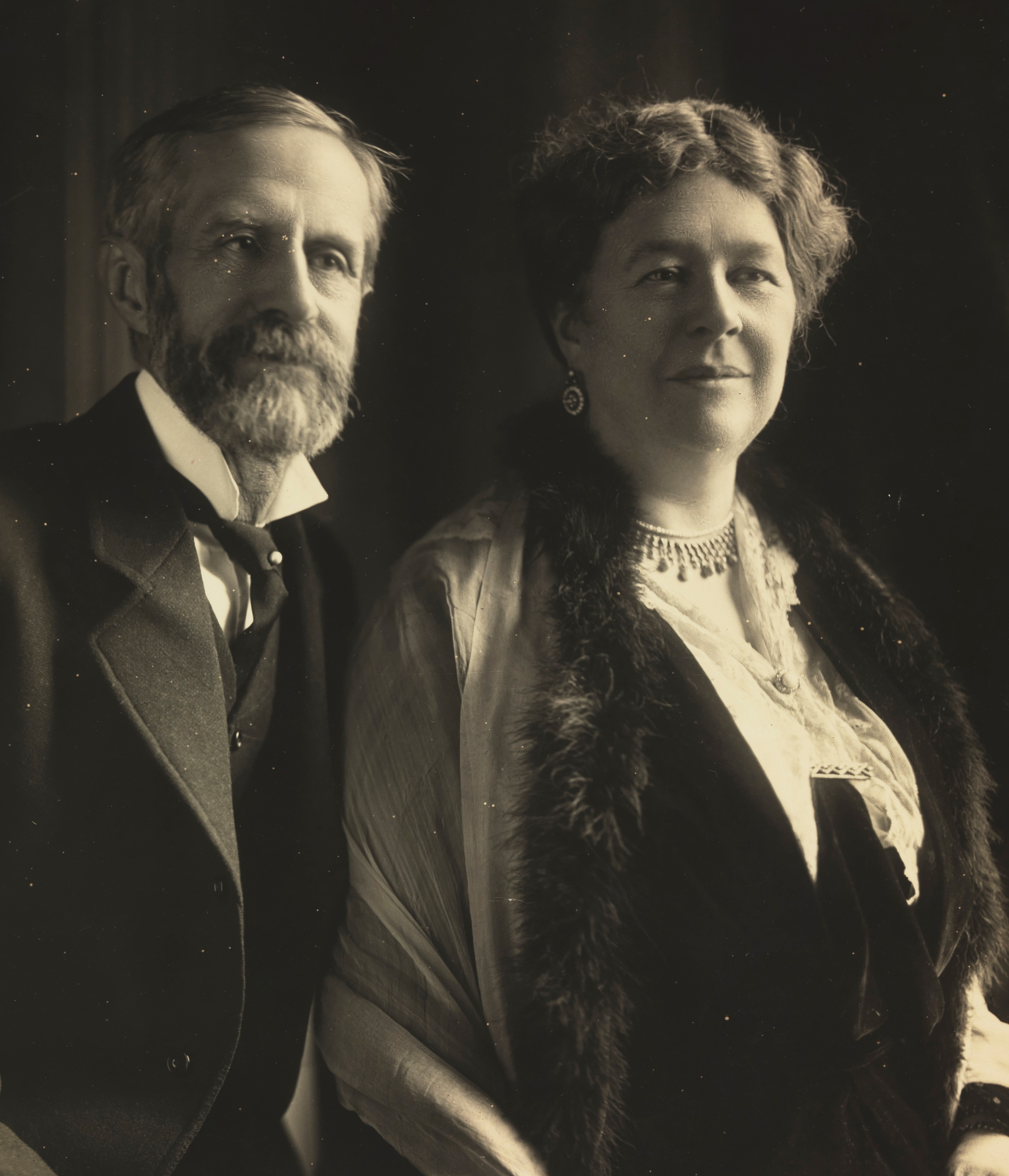
Markýz z Aberdeenu s manželkou Isabel, rozenou Marjoribanks (cca 1910)

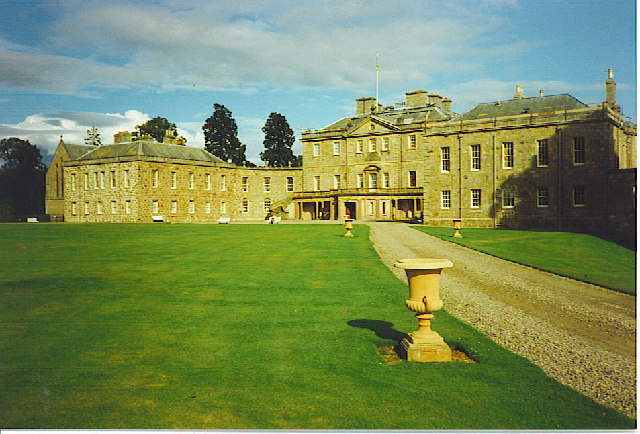
Zámek Haddo House ve Skotsku, hlavní sídlo hrabat a markýzů z Aberdeenu

V roce 1877 se oženil s Isabel Marjoribanks (1857–1939), která se do něj zamilovala již ve svých čtrnácti letech. Pocházela z významné skotské podnikatelské rodiny a byla sestrou státníka Edwarda Marjoribankse, 2. barona Tweedmoutha. Po boku manžela se angažovala ve veřejných záležitostech v Kanadě a Irsku, uplatnila se jako spisovatelka a několikrát byla předsedkyní Mezinárodní rady žen (1893–1899, 1904–1920 a 1922–1936). Z jejich manželství pocházelo pět dětí, titul markýze z Aberdeenu zdědili postupně synové George (1879-1965) a Dudley (1883–1972). Dcera Marjorie (1880–1970) byla manželkou Johna Sinclaira, ministra pro Skotsko a guvernéra v Madrasu. V této generaci upustila rodina od spojeného příjmení Hamilton-Gordon a nadále užívala jen původní jméno Gordon.
Ze sourozenců prvního markýze z Aberdeenu se sestra Katherine Hamilton-Gordon (1852–1931) provdala za 6. barona Balfoura, který byl ministrem pro Skotsko.
Hlavním rodovým sídlem byl zámek Haddo House v hrabství Aberdeen, postavený v roce 1731. Při rekonstrukci v roce 1880 se první markýz z Aberdeenu snažil dochovat původní vzhled zámku. Haddo House je od roku 1979 majetkem organizace The National Trust for Scotland. Součástí sbírek je hodnotný porcelánový servis známý pod názvem Canadian Historical Dinner Service. Ručně malovaný soubor porcelánového nádobí o 204 kusech (určen pro 24 osob) vznikl v letech 1896–1897 pro státní recepci v Torontu při příležitosti 400. výročí objevení Kanady Johnem Cabotem. Při odchodu z funkce kanadského generálního guvernéra jej dostal darem markýz Aberdeen a převezl do Skotska.